# جاسبار تيودور إنياس دو لا فونتين
جاسبار تيودور إنياس دو لا فونتين (بالفرنسية: Gaspard-Théodore-Ignace de la Fontaine؛ وتُلفظ:  [ɡaspaʁ teɔdɔʁ iɲas də la fɔ̃tɛn]، مواليد يناير عام 1787 - وفيات 11 فبراير عام 1871) سياسي ورجل قانون لوكسمبورغي. قاد الحركة الأورانيَّة في لوكسمبورغ. وكان أول رئيس وزراء للوكسمبورغ، حيث شغل المنصب مدَّة أربعة أشهر، من 1 أغسطس عام 1848 حتى 6 ديسمبر من نفس العام.
درس القانون في باريس خلال الفترة الممتدة من عام 1807 حتى عام 1810، ثم بدأ بمزاولة مهنة المحاماة في مدينة لوكسمبورغ في نفس العام. أصبح عضوًا في «الولايات الإقليمية» عام 1816. دعم الملك فيليم الأول عندما اندلعت الثورة البلجيكيَّة، وعُيّن في اللجنة الحكومية التي أشرفت على مدينة لوكسمبورغ.
تولّى منصب حاكم الدوقية الكبرى في الفترة ما بين عام 1841 وعام 1848. وأصبح بعدها أول رئيس حكومة في لوكسمبورغ يوم 1 أغسطس 1848، إلى جانب توليه حقائب الخارجية، والعدل، والثقافة. سقطت الحكومة يوم 2 ديسمبر عام 1849. كان دو لا فونتين عضوًا في مجلس مدينة لوكسمبورغ خلال الفترة من عام 1849 إلى عام 1851. عُيِّن أول رئيس لمجلس الدولة المُستحدث سنة 1857، وظلّ في هذا المنصب مدّة 11 عامًا.
أضحى ابنه الثالث، إدموند دو لا فونتين (المعروف باسمه القلمي «ديكس») شاعر لوكسمبورغ الوطني، وأحد مؤسسي الأدب اللوكسمبورغي. كما كان له ابنان آخران، هما عالم النبات ليون دو لا فونتين، وعالم الحيوان ألفونس دو لا فونتين.

## الأوسمة
- وسام أسد هولندا
- الصليب الكبير لنيشان تاج السنديان
- قائد وسام ليوبولد